# دوبرافکو شیمنتس
دوبرافکو شیمنتس (انگلیسی: Dubravko Šimenc؛ زادهٔ ۲ نوامبر ۱۹۶۶) بازیکن واترپلو اهل یوگسلاوی بود.
وی در مسابقات کشوری و بین‌المللی در مجموع برندهٔ ۱ مدال طلا، ۱ مدال نقره شده‌است.